# Дяченко-Ширшова, Марина Юрьевна
Мари́на Ю́рьевна Дяче́нко-Ширшо́ва (род. 23 января 1968 года) — русскоязычная писательница, в прошлом актриса театра и кино. В соавторстве с супругом Сергеем Дяченко (14 апреля 1945 — 5 мая 2022) писала научно-фантастические, фэнтезийные, сказочные произведения (классическую фэнтези, нетрадиционную фэнтези, современную (городскую) фэнтези и её модификации, социальную НФ, сказки для детей), а также сценарии. Супруги жили в Киеве до 2009 года, с 2009 до 2013 — в Москве, с 2013 года — в Лос-Анджелесе (США).
Марина и Сергей Дяченко — лауреаты многих литературных премий: «Интерпресскон», «Бронзовая улитка», «Странник», «Меч в камне», «Лунный меч», «Золотой кадуцей», премия братьев Стругацких, «Золотой Роскон», Мемориальная премия Кира Булычёва и др. Удостоены были также премий «Аэлита» и «Философский камень» (премия фестиваля «Звёздный мост») за вклад в фантастику. На европейском конвенте фантастов «Eurocon-2005» Дяченко получили звание лучших писателей-фантастов Европы.

## Биография

### Детство и юность
Родилась в Киеве, в семье Юрия Михайловича и Галины Алексеевны Ширшовых. Отец — молодой учёный, впоследствии доктор физико-математических наук, профессор, заведующий отделом Института физики полупроводников Национальной академии наук Украины, мать — выпускница Киевской консерватории по классу скрипки, учитель в музыкальной школе. Семья жила в киевском Академгородке, в коммунальной квартире, позднее переселилась в отдельную квартиру:251—253.
Уже в детстве (с пяти лет) Марина начала сочинять, сочинённые ею истории записывали родители, в более старшем возрасте — она сама. Первая её книга была записана родителями и носила название «Сказка про паровоз»:252.
В школе Марина была круглой отличницей, занималась спортом (теннис, велосипед, байдарки; тренировки на Трухановом острове на Днепре, где была спортивная база, и в спортивных лагерях). При этом страдала близорукостью:255—256.
В подростковом возрасте Марина мечтала стать киноактрисой. Сочинительством постоянно занималась и в детстве, и в юности, причём далеко не всё записывала. Сохранились намётки и эскизы текстов, впоследствии использовавшиеся в текстах, написанных в соавторстве с Сергеем Дяченко (в ранний период их творчества): повести «Горелая Башня» и романе «Привратник».
Марина Ширшова получила профессию актрисы в Киевском театральном институте, который окончила в 1989 году. Один сезон работала в Театре юного зрителя. Играла второстепенные роли в двух фильмах: в том числе «Ради семейного очага», где её партнёром был Богдан Ступка:259. В фильме «Вперёд, за сокровищами гетмана» сыграла главную женскую роль:281. Стала лауреатом Всеукраинского конкурса чтецов, на котором декламировала Шевченко:261.
Окончила аспирантуру в Киевском театральном институте, преподавала в своей alma mater искусство сценической речи.
Я очень любила театр, я и сейчас его люблю, но театр — это очень сложная вещь. У меня не сложилось с театром. Я не смогла им заниматься. И уход в литературу — это было с одной стороны отступление, а с другой — возвращение во что-то свое, родное, удобное.

### Знакомство с Сергеем Дяченко и супружество
Впервые Сергей Дяченко (известный сценарист, автор прозы, кандидат биологических наук, бывший врач-психиатр) увидел — и полюбил — Марину на сцене в пьесе «Заложники вечности»:269. «Как-то, проходя по Крещатику, заглянул в консерваторию, где театр-студия „Дзвін“ давал пьесу „Заложники вічності“. Марина там играла романтическую роль Мартины. Нет уж того театра, нет и пьесы, но до сих пор помню красоту юной девушки, её чистоту — этому верилось. Я стал мечтать о Мартине-Марине… Даже написал пьесу, пришёл в театр, предложил роль Марине… Мы познакомились, но я ей показался мрачным и странным. Первая попытка завоевать любовь Марины окончилась неудачно. Марина и Сергей расстались на два года:277—278.
Спустя два года Сергей пригласил Марину к себе домой и дружески беседовал с ней. Он рассказал девушке о своём замысле: замысле сценария художественного фильма об Олексе Довбуше, карпатском Робин Гуде, — и предложил совместно работать над сценарием. Марина с удовольствием стала участвовать в подборе материала, изучении архивных источников:280—282.
В 1993 году Марина и Сергей поженились. Незадолго до женитьбы Сергей прочёл повесть Марины и был потрясён оригинальностью идей и утончённостью стиля:283. В письме к Марине Сергей Дяченко отметил высокое мастерство сюжета и композиции, психологических характеристик, мастерство стиля и глубину замысла, проявившиеся в этой рукописи (первоначальной редакции «Горелой Башни»): «Я так рад за тебя, так горд тобою!..»:305 Позднее он вспоминал: «Я тут же выцарапал её из театра, и мы начали писать романы». Первыми романами супружеского тандема явились «Привратник» и «Ритуал»:283—284.
До 2009 года супруги жили в Киеве, с 2009 года они жили работали в Москве, с 2013 года — в США. Дочь Марины и Сергея Анастасия родилась в 1995 году, умерла в 2018 году (в годы перед смертью училась на режиссёра в Университете Южной Калифорнии).

## Соавторство
Для творчества Марины и Сергея Дяченко характерно постоянное экспериментирование. Они смешивают жанры, ищут и находят новые темы, затрагивают новые философские и нравственные проблемы. Как писателей Дяченко в первую очередь интересуют углублённая психология героев, точность деталей, романтизм, лиричность и поиск света в конце тёмного тоннеля. Биограф Дяченко Юлия Андреева отмечает, что, «как всегда, их произведения вызывают желание изменять мир к лучшему»:299.
ПО утверждению критика Александра Ройфе, у творчества супругов Дяченко две ипостаси: одна — фэнтези, литература «меча и магии», другая — социальная фантастика в духе Стругацких. Ройфе добавляет, что в обеих ипостасях Дяченко смогли добиться многого, однако «„дорогой Стругацких» (с той или иной степенью успешности) идет немало сочинителей, а вот место Дяченко в отечественной фэнтези, без преувеличения, уникально».
Как отмечает литературный критик Владимир Ларионов: «Персонажи Дяченко живут в мирах, созданных безудержной фантазией писательского дуэта, обладая иногда совершенно невероятными способностями, тем не менее их переживания подлинны, любовь реальна, ощущения правдивы, они настоящие, они похожи на нас. С безжалостной откровенностью и одновременно очень деликатно авторы обнажают чувства своих героев, заставляя читателя верить, любить, надеяться и делать выбор вместе с ними». Сам Дяченко высказывался о своём творчестве: «Наши книги — это истории людей, которых мы знаем, это жизнь городов и стран, с которыми мы сталкивались… Другое дело, что мы пишем об этой реальности под особым ракурсом, ракурсом фантастического допущения, но того лишь ради, чтобы высветить глубинную суть вещей. Для нас герои наших книг — живые люди. Даже если они обитают где-то в параллельных мирах… А вдруг?..»
Одной из важнейших тем Дяченко является тема морального выбора, совершаемого в ситуации, не допускающей однозначных решений. При этом в ранних произведениях Дяченко для их авторов важен прежде всего сам выбор, а не его последствия — которые, как правило, предугадать нельзя. В этом — значительное сходство прозы Дяченко и прозы братьев Стругацких (например, в предисловии к «Улитке на склоне» Стругацкие отмечали, что читателя не должна интересовать дальнейшая судьба Кандида — гораздо важнее осознание Кандидом происходящего и выбор, который он совершает). В произведениях Дяченко зрелого периода — «Долина Совести», «Пандем», «Варан» — внимание авторов сосредоточивается уже на последствиях решений героев.

## Фильмография
1. «Ради семейного очага»
2. «Вперёд, за сокровищами гетмана» — Марийка

## Театральные работы
1. «Отелло» — Дездемона